# Фатуллаев, Бахшулло
Бахшулло Фатуллаев (узб. Bahshillo Fatullayev, Бахшулло Фатуллаев; 15 сентября 1964) — узбекский актёр

## Биография
Фатуллаев Бахшилло родился 15 сентября 1964 года в городе Бухаре. После окончания средней школы, поступил в Ташкентский государственный театрально-художественный институт им. Островского, который окончил в 1986 году.

## Карьера
С 1986 по 1989 год Бахшилло Фатуллаев работал руководителем Дома культуры Бухарской области. В 2012 году он стал отцом фильма Саида Мухторова «Фарёд». В 2014 году роль в фильме «Слезы» не принесла ей особой удачи. В 2015 году его роль в фильме «Влюбленные близнецы», в 2016 году — «Фарход и Ширин» принесли ему большой успех. Продюсер Руслан Мирзаев сыграл роль в фильме «Стамбульский миллиардер», которая принесла ему успех. Сыграв отрицательного героя в фильме «Панджара», он показал публике, что является разносторонним актером. Он снялся в фильме Рустама Садиева «Ота розы». Настоящую известность ему принесли сериалы «Битва сердец» и «Игры любви», снятые совместно с Турцией. В 2021 году он сыграл военного в фильме «Операция милосердия». В настоящее время премьеру ожидают фильмы режиссера Рустама Садиева «Барон 2» и продюсера Руслана Мирзаева «Юр Мухаббат».

## Фильмография
| Год  | Оригинальное название  | Русское название        | Источник      |
| ---- | ---------------------- | ----------------------- | ------------- |
| 2012 | Faryod                 | Крик                    | [ 9 ]         |
| 2014 | Ko'z yoshim            | Слезы                   | [ 10 ] [ 11 ] |
| 2015 | Egizak oshiqlar        | Любовники-Близнецы      | [ 12 ]        |
| 2015 | Baxt ortidagi dard     | Боль за счастьем        |               |
| 2016 | Farxod va Shirin       | Фархад и Ширин          | [ 13 ]        |
| 2016 | Taqdir xazili          | Юмор судьбы             |               |
| 2017 | Sevadi sevmaydi        | Любит не любит          | [ 14 ]        |
| 2018 | Panjara                | Решетка                 |               |
| 2019 | Ota rozi               | Отец соглашается        | [ 15 ]        |
| 2019 | Istanbullik milliarder | Стамбульский миллиардер | [ 16 ]        |
| 2021 | Mehr operatsiyasi      | Операция милосердия     |               |
| 2022 | Baron 2                | Барон 2                 | [ 17 ]        |
| 2024 | Sevda                  | Севда                   |               |
| 2025 | Egizaklar Turkiyada    | Близнецы В Турции       |               |

## Роли в телесериалах
| Год       | Оригинальное название | Pyсскoe название   | Источник      |
| --------- | --------------------- | ------------------ | ------------- |
| 2020      | Yuraklar jangi        | Битва сердец       | [ 18 ]        |
| 2020–2021 | Ishq oʻyinlari        | Романтические игры | [ 19 ] [ 20 ] |
| 2021      | Qo’rqma yural         |                    |               |
| 2022      | Yur Muhabbat          | В след за любовью  | [ 21 ]        |
| 2024      | Boj badal             |                    |               |

## Награды и номинации
| Год  | Награда         | Категория                         | Фильм                | Результат |
| ---- | --------------- | --------------------------------- | -------------------- | --------- |
| 2012 | М и ТВА Награды | Лучшая мужская роль второго плана | Faryod               | Победа    |
| 2014 | Кинопремии      | Лучшая мужская роль               | Koʻz yoshi           | Номинация |
| 2016 | RizaNova        | Лучшая мужская роль в драме       | Farxod va Shirin     | Номинация |
| 2016 | MTV             | Лучшая мужская роль в драме       | Taqdir hazili        | Номинация |
| 2018 | RizaNova        | Лучшая отрицательная роль года    | Panjara              | Победа    |
| 2019 | Sevimli TV      | Лучшая мужская роль               | Istambullik milarder | Номинация |
| 2019 | Oltin Humo      | Лучшая мужская роль               | Istambullik milarder | Победа    |
| 2020 | Sevimli TV      | Лучшая мужская роль               | Yuraklar jangi       | Победа    |
| 2020 | RizaNova        | Лучшая мужская роль               | Yuraklar jangi       | Победа    |
| 2021 | Sevimli TV      | Лучшая мужская роль               | Ishq oʻyinlari       | Победа    |
| 2021 | RizaNova        | Лучшая мужская роль               | Ishq oʻyinlari       | Номинация |
| 2022 | Oltin Humo      | Лучшая мужская роль               | Baron 2              | Победа    |
| 2022 | Sevimli TV      | Лучшая мужская роль               | Yur Muhabbat         | Номинация |
| 2022 | RizaNova        | Лучшая мужская роль               | Yur Muhabbat         | Номинация |